# 官房学
官房学（Kameralwissenschaft），是指18至19世纪那些为德国商会官员提供在专制国家进行行政工作所需知识的科学。狭义的单式簿记（Kameralistik）是官房学的一个分支学科，今天仍在实行。
官房学由奥地利人霍夫拉特·约翰·马蒂亚斯·普希贝格（Johann Mathias Puechberg）于1762年创立，可以被看作是法国重商主义的德国对应物，通过国家行动来影响经济，从而增加一个国家的繁荣。
尽管宫廷主要追求最大的收入，但官房学已经考虑到了现代国家的一些基本职能：促进经济（尽管最初主要是在农业领域）并保证内部和外部安全。因此，内庭事务理论形成为管理这些当局活动的原则的汇编。
1723年在哈雷和普鲁士，1727年在奥得河畔法兰克福，德国大学相继开设官房学教席。官房学内容一方面在经济方面，不仅包括一般预算规则，还包括城市经济（贸易、工业）和农业的教学。另一方面是国家管理学说，其中一部分是警察、处理关心和增加人民普遍福利的措施。行政理论的另一部分涉及与当今金融学相对应的领域。官房学可以被视为国家科学的源泉之一。